# Kantor internetowy
Kantor internetowy – kantor walutowy, w którym transakcje dokonywane są za pośrednictwem platformy WWW i bankowości internetowej. Klient kantoru internetowego przelewa na jego konto określoną sumę w jednej walucie i otrzymuje w zamian na wskazane konto przeliczoną sumę w drugiej walucie.

## Kantory internetowe w Polsce
W Polsce działalność ta podlega wszystkim procedurom opierającym się na zezwoleniu dewizowym wydawanym przez Narodowy Bank Polski. Do rozkwitu działalności kantorowej przyczyniła się ustawa antyspreadowa z listopada 2011, która pozwoliła kredytobiorcom na spłatę kredytu w obcej walucie, a kantorom internetowym na szybki rozwój. Kantor podlega bezpośrednio nadzorowi NBP oraz Ministerstwu Finansów, a jego właściciele oraz pracownicy muszą być niekarani, a także ukończyć odpowiedni kurs lub wykazać się co najmniej rocznym doświadczeniem w dziale walutowym banku.
Pierwszą platformą społecznościowej wymiany walut był uruchomiony w listopadzie 2009 Walutomat.pl. Pierwszym kantorem internetowym był Internetowykantor.pl, uruchomiony w kwietniu 2010.
Kantory internetowe, w celu ochrony danych osobowych klientów, mają także obowiązek rejestracji w GIODO, a także stosują zabezpieczenia ochrony przed podsłuchem transmisji danych poufnych (tj. protokół SSL/TLS, z którym spotykamy się również w bankach). W 2013 działalność kantorowa nie mogła być prowadzona jedynie za pośrednictwem Internetu. Kantor musiał mieć także odpowiednio wyposażony lokal.
W styczniu 2014 funkcjonowało na polskim rynku ok. 40 kantorów internetowych, a także pierwsze porównywarki kantorów internetowych. W tym samym roku w ustawodawstwie nie było definicji kantoru internetowego, a ich właściciele powoływali się na przepisy dotyczące kantorów stacjonarnych, gdzie za kantor uznawało się działalność gospodarczą prowadzoną na podstawie zezwolenia NBP, która polegała na kupnie i sprzedaży walut.
W 2015 największym polskim kantorem internetowym jest Cinkciarz.pl.
Do stycznia 2016 roku na polskim rynku nastąpił rozwój kantorów internetowych, których właścicielami są banki – pojawiła się platforma do wymiany walut w ramach mBanku, w 2012 roku powstał kantor walutowy AliorBanku; swoją platformę do wymiany walut ma też bank BZWBK. W październiku 2015 roku rozpoczął działalność Rkantor.com, powiązany z grupą Raiffeisen Polbank.

### Akty prawa unijnego, ustawy i rozporządzenia regulujące kantory internetowe
- Ustawa o świadczeniu usług drogą elektroniczną – ustawa z dnia 18 lipca 2002 roku (Dz.U. z 2024 r. poz. 1513)
- Ustawa o ochronie danych osobowych – ustawa z dnia 10 maja 2018 roku (Dz.U. z 2019 r. poz. 1781)
- Rozporządzenie Parlamentu Europejskiego i Rady (UE) 2016/679 z dnia 27 kwietnia 2016 r. w sprawie ochrony osób fizycznych w związku z przetwarzaniem danych osobowych i w sprawie swobodnego przepływu takich danych oraz uchylenia dyrektywy 95/46/WE (ogólne rozporządzenie o ochronie danych) (CELEX: 32016R0679)
- Prawo dewizowe – ustawa z dnia 27 lipca 2002 roku (Dz.U. z 2024 r. poz. 1131)
- Ustawa o przeciwdziałaniu praniu pieniędzy i finansowaniu terroryzmu – ustawa z dnia 1 marca 2018 r. (Dz.U. z 2025 r. poz. 644)
- Ustawa z dnia 6 marca 2018 r. – Prawo przedsiębiorców (Dz.U. z 2023 r. poz. 221)
- Rozporządzenie Ministra Finansów z dnia 24 września 2004 r. – rozporządzenie w sprawie wyposażenia lokalu przeznaczonego do wykonywania działalności kantorowej oraz sposobu prowadzenia ewidencji i wydawania dowodów kupna i sprzedaży wartości dewizowych[1].